# 班傑明·祖克曼
班傑明·麥可·祖克曼（英語：Benjamin Michael Zuckerman，1943年8月16日—）是一位美國天體物理學家，也是加利福尼亞大學洛杉磯分校物理系與天文系的名譽教授。他近期的研究重點主要是各類恆星周圍行星系的形成和演化。

## 教育
1963年，祖克曼在麻省理工學院獲得物理學和航空航天學兩個學位。1968年，他在哈佛大學完成天文學博士論文。

## 科學出版
自1965年以來，祖克曼在《天文物理期刊》、《自然》、《天文與天體物理學報》和《科學》等雜誌上發表了200多篇經審查的論文，其中近100篇是他的第一作者。他還在《天文學和天體物理學年評》上發表多篇評論文章。2001年，他參與了《天文學和天體物理學百科全書》的編寫工作。
祖克曼是2008年一篇報告飛馬座V342周圍第一個直接成像的多行星系統（可以說是第一個直接成像的行星）的論文的合著者，他還在2010年的一篇論文中發現該系統中第四顆成像行星：飛馬座V342e。

## 推廣工作
1982年，祖克曼與迈克尔·H·哈特共同編輯了一本名為《外星人，他們在哪裡》（Extraterrestrials, Where Are They）的書。該書於1995年再版。他還與馬修·A·馬爾坎（Matthew A. Malkan）合著《宇宙的起源與進化》（The Origin and Evolution of the Universe）一書。 1996年，他還與大衛·傑弗遜（David Jefferson）合作撰寫《人類人口與環境危機》（Human Population and the Environmental Crisis）一書，該書是繼1993年10月在加利福尼亞大學洛杉磯分校舉行的同名公開研討會之後撰寫的。

## 外部連結
- Benjamin Zuckerman webpage （页面存档备份，存于） on UCLA Department of Physics and Astronomy website
- Benjamin Zuckerman’s Astronomy Web Page （页面存档备份，存于）
- Benjamin Zuckerman's page on NASA Astrobiology Institute website
- Benjamin Zuckerman publication list on NASA ADS